# Bahnfrevel

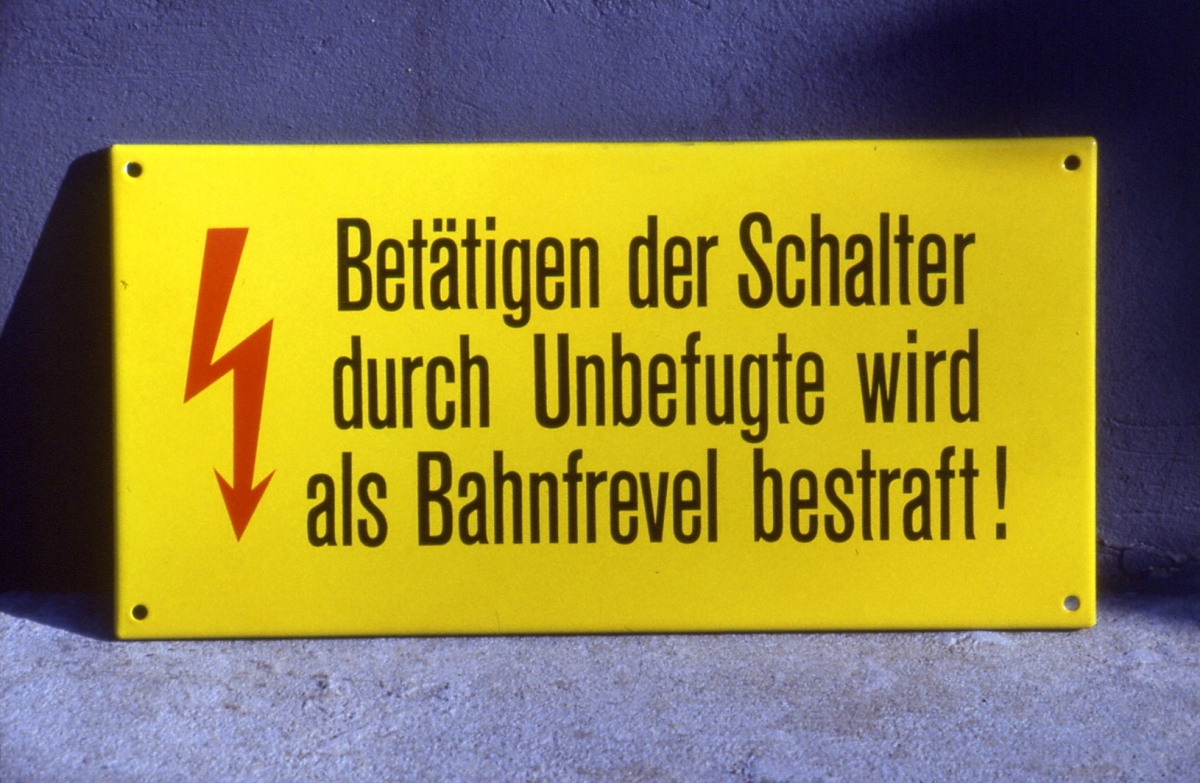
Warnung an den Hochspannungsanlagen der ÖBB

Bahnfrevel ist ein Sammelbegriff aus dem Eisenbahnrecht, mit dem  eine Vielzahl von Handlungen zusammengefasst wird, die vorsätzlich den Bahnbetrieb gefährden, indem Bahnanlagen oder -fahrzeuge beschädigt werden oder in Betriebsabläufe eingegriffen wird, wodurch Personen oder Sachwerte gefährdet werden.
Der aus der Alltagssprache in Deutschland weitgehend verschwundene Begriff wird im geltenden Eisenbahnrecht in Österreich nach wie vor verwendet, 2016 kam es in Österreich zu 116 Akten des Bahnfrevels.
Rölls Enzyklopädie des Eisenbahnwesens von 1912 definiert Bahnfrevel als jede mutwillige oder boshafte Beschädigung der Bahnanlage sowie ihres Zugehörs und der zum Betrieb dienenden Gegenstände, desgleichen jede andere Handlung, die darauf abzielt, eine Störung des regelmäßigen Betriebes und hierdurch eine Gefahr für das Bahneigentum oder für die körperliche Sicherheit herbeizuführen, und führt auch Beispiele aus dem deutschen Eisenbahnrecht (§ 60 des deutschen Bahnpolizeireglements), der österreichischen Eisenbahnbetriebsordnung (§ 98), des schweizerischen Eisenbahngesetzes (vom 23. Dezember 1872) sowie des französischen und italienischen Strafgesetzes an.

## Rechtslage in Deutschland
Heute findet der Begriff im deutschen Eisenbahnrecht keine gesetzgeberische Verwendung, aber weiterhin sind solche Delikte strafbar, so u. a. § 305 Abs. 1 StGB (Zerstörung von Bauwerken), § 315 Abs. 1 StGB, § 315a Abs. 1 StGB, § 315d StGB (Gefährliche Eingriffe in den Bahn-, Schiffs- und Luftverkehr).